# Ioan de Conza
Ioan de Conza sau Compsa (în limba latină: Ioannes Compsinus/Consinus) a fost un locuitor nativ din Compsa (astăzi, Conza della Campania).
Profitând de tulburările din Exarhatul de Ravenna și de angrenarea împăratului bizantin Heraclius I într-un nou război cu perșii sasanizi în Orient (602-608), Ioan a atacat și a ocupat orașul Napoli. Răscoala sa a fost reprimată de noul exarh de Ravenna, Eleutherius (615-619). Ca urmare a procesului care a urmat, Ioan și susținătorii săi au fost executați.